# Псиф (приток Псекупса)
Псиф (Агой) — река в России, протекает по территории Туапсинского района Краснодарского края. Устье реки находится в 133 км по правому берегу реки Псекупс. Длина реки — 12 км, площадь её водосборного бассейна — 42,1 км².
Название происходит от адыг. Псы («вода») и адыг. Фы («чистая»).

## Данные водного реестра
По данным государственного водного реестра России относится к Кубанскому бассейновому округу, водохозяйственный участок реки — Кубань от города Усть-Лабинск до Краснодарского гидроузла, без рек Белая и Пшиш, речной подбассейн реки — подбассейн отсутствует. Речной бассейн реки — Кубань.